# Johann David Pfeffer

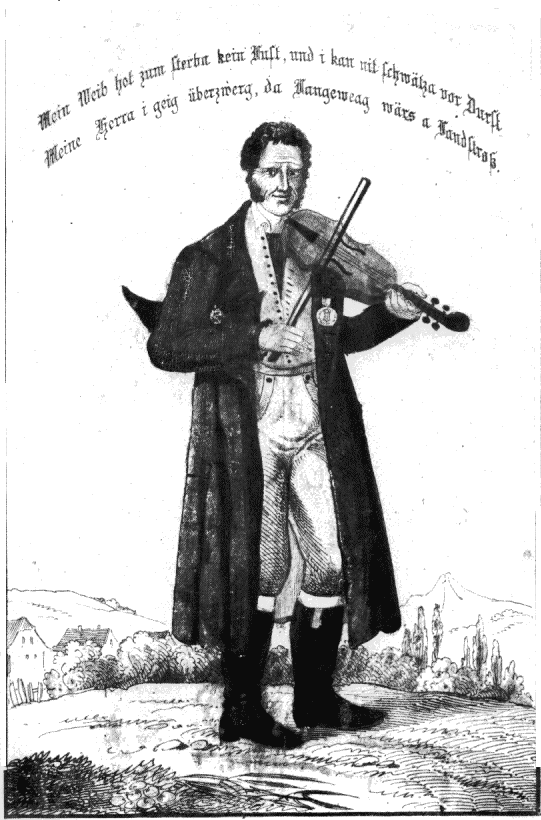
Der Pfeffer von Stetten auf einer Lithographie um 1850

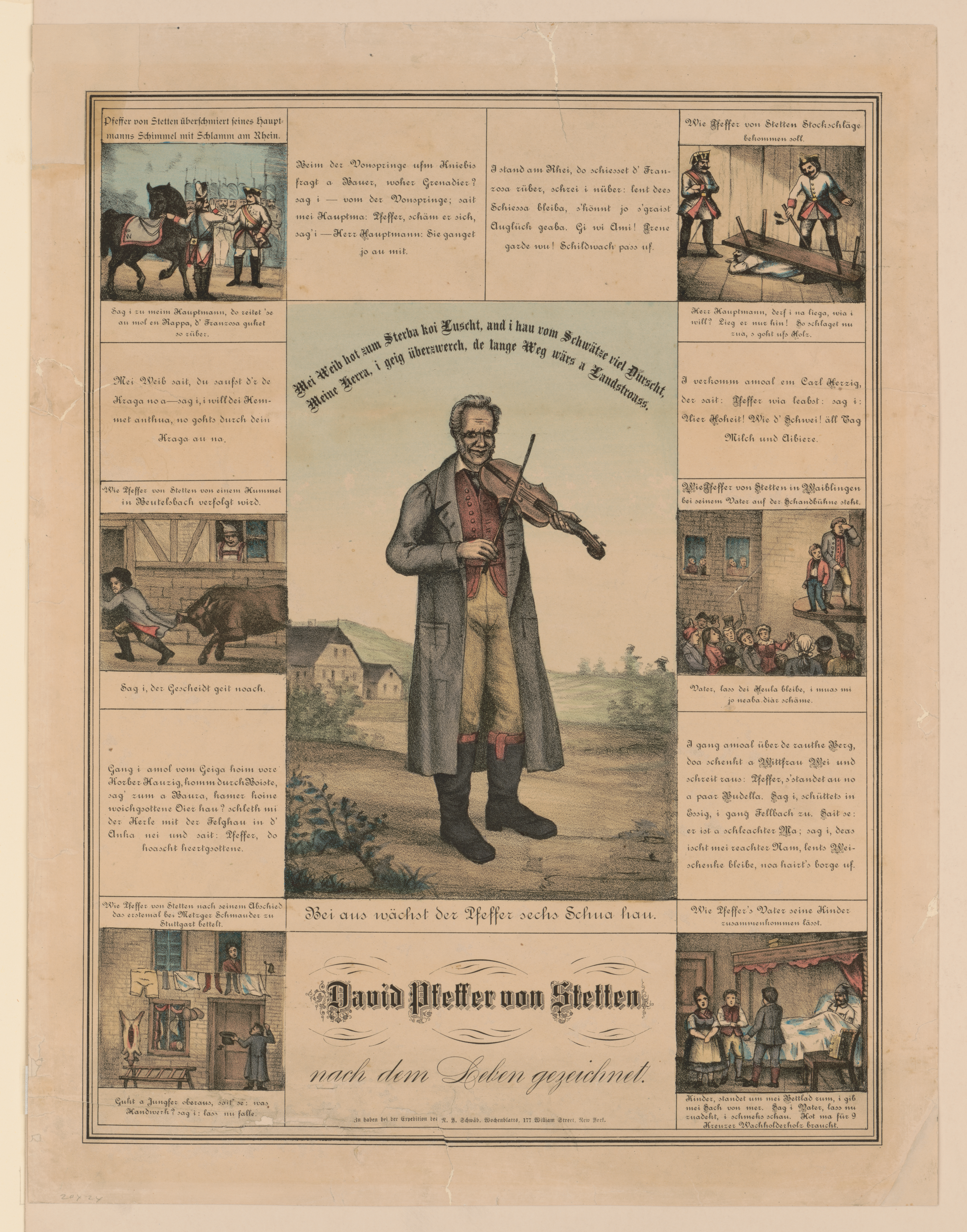
Das Leben des Pfeffers von Stetten

Johann David Pfeffer, bekannt auch als David Pfeffer (* 11. Januar 1769 in Stetten im Remstal; † 28. Februar 1842 ebenda) war Spielmann in Stetten im Remstal.

## Leben
Johann David Pfeffer wurde als letztes von 14 Kindern am 11. Januar 1769 in Stetten geboren. Er wurde als der „Pfeffer von Stetten“ bekannt. Der Vater war Schreiner. Er erlernte bei einem Onkel das Geigenspiel.
Pfeffer verdiente seinen Lebensunterhalt durch das Spielen und Singen frivolster Lieder auf der öffentlichen Straße, auf Festen, Märkten und in Gaststätten. Für seinen Witz, seine Schlagfertigkeit und seinen mangelnden Respekt gegenüber der Obrigkeit war er bekannt. Durch seine wiederkehrenden Streiche hat sich der Pfeffer von Stetten einen schelmenhaften Ruf zugelegt.
Er zahlte seine Steuern und nahm seine bürgerlichen Pflichten sehr ernst. Auch konnte er gut mit Geld umgehen und handelte mit Grundstücken zu seinem Gewinn. Daher war der Pfeffer, obgleich er aus einer ärmlichen Familie stammte, wohlhabend. Er heiratete am 11. November 1796 die dreizehn Jahre ältere Dorothea Magdalena Schweizer. Das Paar blieb kinderlos.
Mit 73 Jahren starb er an Auszehrung, die durch Tuberkulose ausbrach, am 28. Februar 1842 in Stetten. Seine Frau starb am 12. Mai 1849 als Dorfälteste in Stetten.

## Bekanntheit

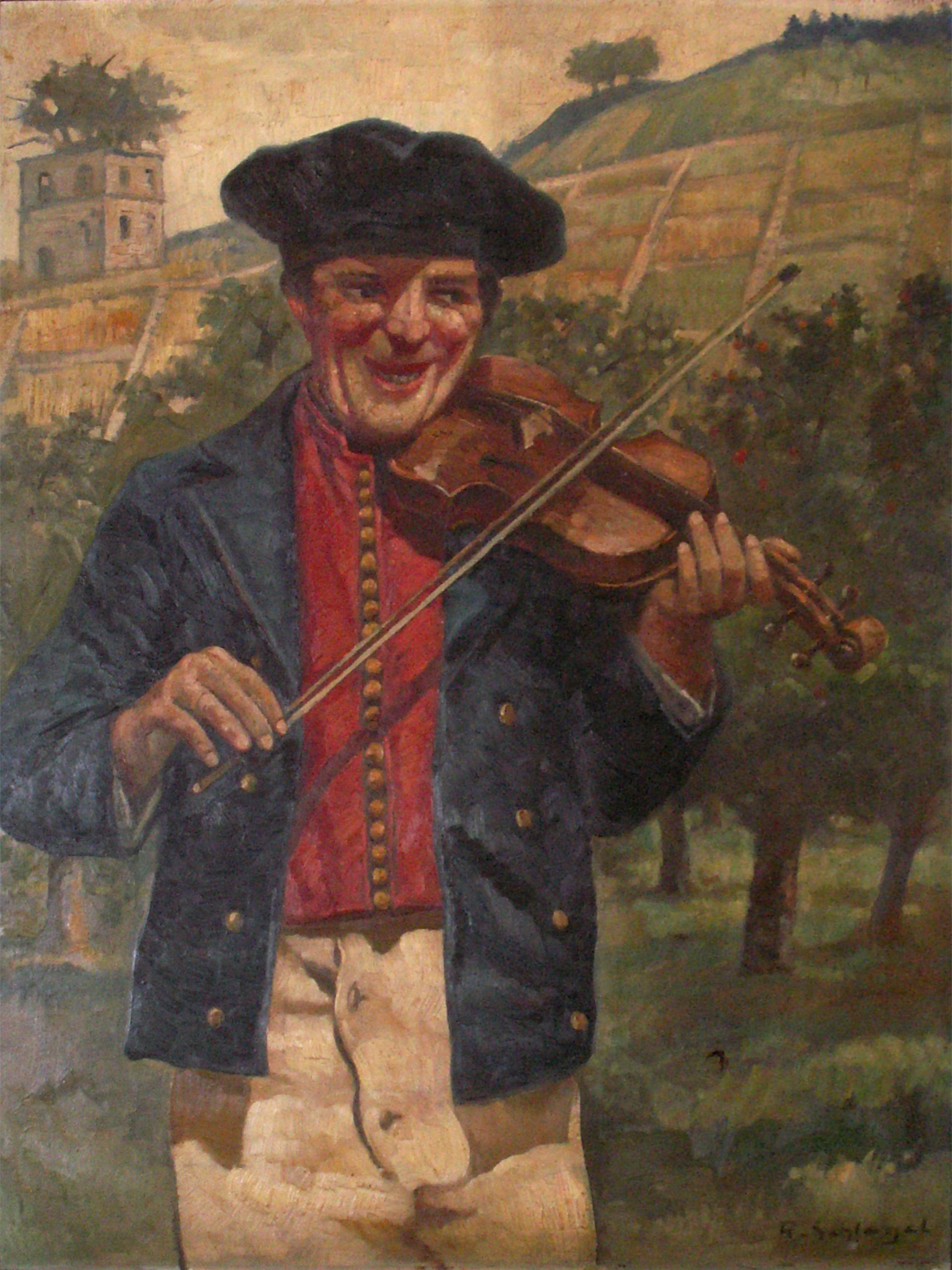
Gemälde des Pfeffers von Stetten im Gasthof zum Ochsen

Über den Pfeffer von Stetten werden viele Geschichten über Generationen von Mensch zu Mensch erzählt.
Diese Geschichten griff unter anderem der schwäbische Mundartdichter August Lämmle auf, welcher um die Jahrhundertwende in Stetten einiges zum Pfeffer erfahren hat. Wobei dieser selbst gesagt hat, dass viele Geschichten über den Pfeffer nicht wahr seien und dieser oftmals nur als Symbolfigur dient.
Auch Georg Schwarz hat sich dieser Geschichten in seinem Roman „Pfeffer von Stetten“ bedient.
Das schwäbische Theater Stuttgarter Komödle hat im Jahr 1989 mit seinem Volkstheater-Ensemble ein Stück über den Pfeffer von Stetten aufgeführt.

## Sonstiges

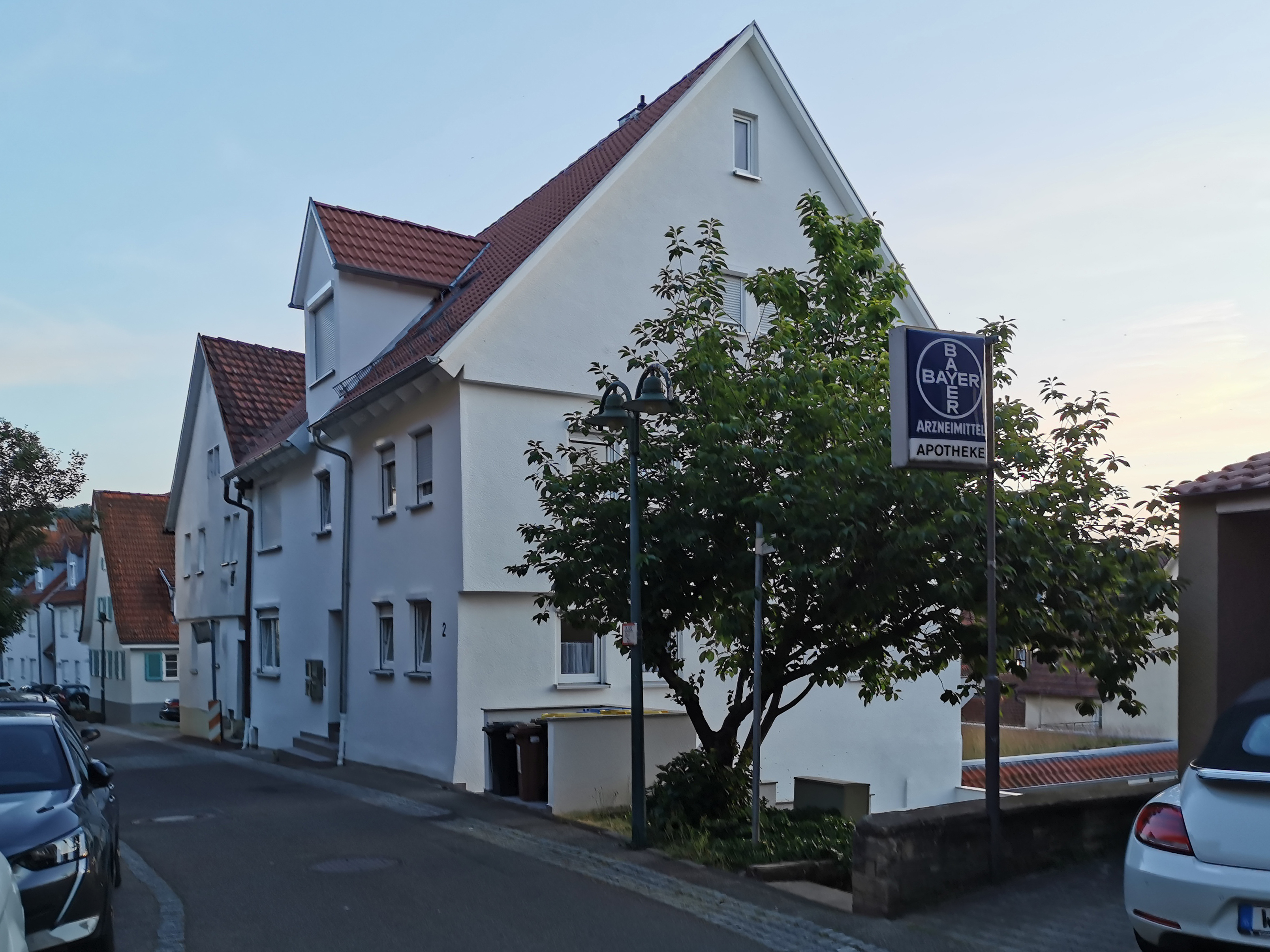
Geburtshaus
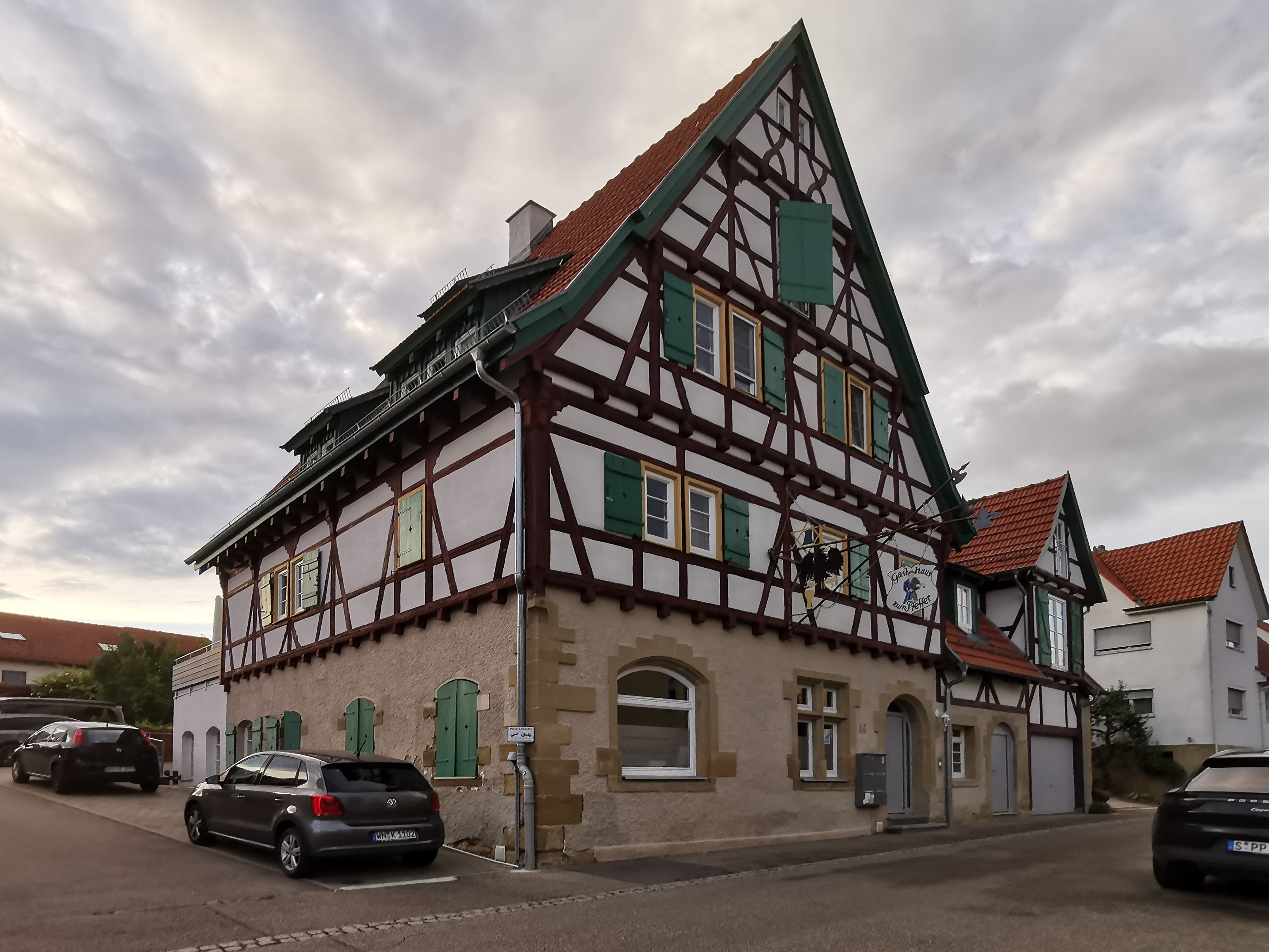
Das ehemalige Gasthaus „Zum Pfeffer“

Im Kerner Ortsteil Stetten existiert heute die David-Pfeffer-Straße unweit seines ehemaligen Geburts- und Wohnhauses in der Mühlstraße 2.
In der Pommerstraße befindet sich das Gasthaus „Zum Pfeffer“, welches über hundert Jahre alte Wandmalereien über das Leben des Pfeffers besitzt. Seit einigen Jahren wird das Gebäude nicht mehr als Gasthaus genutzt.
Es gibt eine regelmäßige Ortsführung, die von ihm und der Geschichte Stettens handelt.